# Wietser Teiche
Die Wietser Teiche sind ein Naturschutzgebiet in der niedersächsischen Stadt Bückeburg im Landkreis Schaumburg.
Das Naturschutzgebiet mit dem Kennzeichen NSG HA 075 ist 13 Hektar groß. Es liegt im Westen des Schaumburger Waldes östlich des Mindener Stadtteils Päpinghausen und stellt den Wietser Teich und ein daran angrenzendes Feuchtgebiet am Rande des Schaumburger Waldes unter Schutz. Der Wietser Teich verfügt im Westen des Schutzgebietes über freie Wasserflächen mit Schwimmblattpflanzengesellschaften. Nach Osten geht er in ausgedehnte Verlandungszonen mit Röhrichten, Klein- und Großseggenriedern sowie Weich- und Hartholzauen über.
Das Naturschutzgebiet hat eine hohe ökologische Bedeutung als Lebensraum für bedrohte Tier- und Pflanzenarten.
Das Gebiet steht seit dem 9. August 1984 unter Naturschutz. Zuständige untere Naturschutzbehörde ist der Landkreis Schaumburg.